# NGC 5509
NGC 5509 (również PGC 50751) – galaktyka soczewkowata (S0), znajdująca się w gwiazdozbiorze Wolarza. Odkrył ją Guillaume Bigourdan 10 czerwca 1887 roku.